# Raffaele Mario Radossi
Msgr. Radossi, fra Raffaele Mario (Cres, 3. lipnja 1887. – Padova, 27. rujna 1972.), O.F.M.Conv., biskup porečki i pulski 1941. – 1947., od 1948. nadbiskup Spoleta, od 1967. naslovni nadbiskup Equilija.

### Životopis
Rođen je 3. lipnja 1887. na otoku Cresu u hrvatskoj obitelji Radoslović (Radošević, recte Radoslović). Majka mu, navodno, nije ni poznavala talijanski jezik,  u kući se, znači, govorilo hrvatski. Tijekom školovanja na talijanskim crkvenim učilištima Radossi se priklonio talijanskom nacionalnom krugu, što će zorno izraziti i promjenom prezimena. Već s 20 godina, 1907., zaredio se za fratra i postao fra Raffaele, član Reda manje braće konventulaca, OFMConv. Za franjevca konventualca tadanje Ujedinjene provincije sv. Antuna i sv. Jeronima posvećen je 21.studenoga 1909. Zbog naglog pada broja fratara i samostana zbog Napoleonskih ratova, 1827. Dalmatinska provincija sv. Jeronima (Piran, Cres, Šibenik, Split i Vis) i ostaci Padovanske provincije sv. Antuna (Padova i Riva di Trento) ujedinile su se u Provinciju sv. Antuna Padovanskoga, sa sjedištem u Padovi. No, ukidanjem svih samostana talijanskog dijela provincije, sjedište uprave i sjemeništa Ujedinjene provincije se za uprave Crešanina fra Bonaventure Soldatića premješta u Cres, a službeno se naziva Dalmatinsko-Padovanska provincija sv. Antuna (»Dalmato-Patavina«).
Studije je završio u Fribourgu (Švicarska), potom je obavljao odgovorne službe u različitim samostanima svoje provincije, među ostalim, bio je i gvardijanom novootvorenoga samostana sv. Franje u Puli. Obavljao je i službu rektora Međunarodnoga kolegija Reda franjevaca konventualaca u Rimu.
Papa Pio XII. imenovao ga je za porečkog i pulskog biskupa 27. studenoga 1941., a 25. siječnja 1942. kardinal Adeodato Giovanni Piazza OCD. ga je zaredio. Na misnome slavlju koncelebrirali su biskupi Antonio Santin i Giuseppe Maria Palatucci OFM. Conv.

### Biskup Radossi u Drugom svjetskom ratu
Za vrijeme Drugog svjetskog rata pokazao je pastirsku pažnju i ljubav prema siromašnima i nevoljnima. No, imao je i mnogo tegoba. Zbog njihova neslaganja s politikom komunističkog režima i zalaganja za ostanak Istre pod Italijom, biskupi Radossi i Santin (tršćansko-koparski biskup) nazivani su slugama fašizma i međunarodnog imperijalizma
Kako bi spasio vjernike od stradanja, te osigurao kakav-takav prostor za djelovanje Crkve, biskup Radossi uzalud je pokušavao uspostaviti odnos s novim vlastima. Svrstan u fašiste i narodne neprijatelje, bio je za komunističke radikale »persona non grata«.Za vrijeme kratkotrajne partizanske vlasti od 13. rujna do početka listopada 1943. po istarskim je mjestima kružio »sablasni autobus smrti«, koji je svećenike (i Talijane i Hrvate) koji nisu bespogovorno podržavali partizansku vlast i bili etiketirani narodnim neprijateljima, odvodio u pazinski Kaštel odakle su mnogi, bez ikakva sudskog procesa, osuđeni na smrt i bačeni u neku od istarskih krških jama. Biskup Radossi od te zle sudbine spasio je župnika u Šišanu Camilla Ammiratija, također zatočenog u pazinskom Kaštelu.  Spasio je i Kazimira Paića, župnika župe Sveti Ivan od Šterne, od deportacije u neki od njemačkih logora. U rujnu 1946., nakon krizme u župi Žbandaj (kod Poreča), biskupa Radossija su »lokalni bukači« uhvatili u partizansko kolo. Tim činom željelo se poniziti biskupa i sam sakrament krizme. Događaj je bio povod za njegovo preseljenje u Pulu, pod zaštitu Angloamerikanaca.

### Biskup Radossi i hrvatsko svećenstvo u Istri[7]
Kad je 31. srpnja 1945. u pazinskom franjevačkom samostanu osnovan je Zbor svećenika sv. Pavla za Istru, staleška organizacija istarskoga »slavenskoga« svećenstva, Porečki i pulski biskup Raffaele Radossi nikako nije bio zadovoljan pristupanjem svećenika njegove biskupije svećeničkoj staleškoj organizaciji jer je smatrao da su svećenici napravili shizmu i da je zbor sekta (dok je biskup Antonio Santin, nakon početnog odbijanja, prihvatio pravila Zbora), a kada su hrvatski svećenici 19. ožujka 1946. potpisali Spomenicu u kojoj traže da se »sva Istra i sva Julijska krajina priključe Jugoslaviji«, Radossi je 30. ožujka 1946. posebnom okružnicom pod prijetnjom suspenzije svojim svećenicima zabranio sudjelovanje u radu »Zbora«.  24. travnja 1946. poslao je novu Okružnicu »časnomu svećenstvu« iz koje se vidi da je bio u zabludi glede nacionalnih osjećaja svojih svećenika jer je izrazio sumnju da istarski svećenici traže sjedinjenje Istre s Hrvatskom u Jugoslaviji. Bio je uvjeren da je Spomenica napravljena i pod pritiskom vlasti uručena Savezničkoj komisiji 19. ožujka 1946. u kojoj traže sjedinjenje Istre s Hrvatskom.  Nadalje, negira talijanizatorsku ulogu Crkve, barem što se tiče vremena otkako se on nalazi na čelu biskupije. To potkrepljuje tvrdnjama da: u Poreču u sjemeništu je od početka uvedeno poučavanje hrvatskoga jezika, u hrvatskim župama ne samo da nisu ukinute propovijedi na hrvatskom, nego su uvedene u još neke župe (Kaštelir, Funtana), a u Fuškulinu je umjesto talijanskoga svećenika Rampazza došao hrvatski Mirko Kolić, da je on (Radossi) osobno iz Trsta donio katekizam Ivana Pavića tiskan na hrvatskom i na kraju, da je pomogao u otvaranju sjemeništa u Pazinu i snosio troškove uzdržavanja 19 svojih sjemeništaraca iz sjemeništa iz Poreča poslanih u Pazin.

### Odlazak iz Istre i smrt
Napustio je Istru zajedno s većinom talijanskog svećenstva 1947. Već u siječnju 1947. objavljeno je da su svećenici Talijani odlučili otići u (optirati za) Italiju, dok će biskup Radossi ostati sam u biskupiji. Tek kad je zajamčena sigurnost pastoralne službe za vjernike u Istri, koju je od saveznika tražio Vatikan, biskup Radossi će napustiti Pulu predzadnjim putovanjem broda “Pola”. Zamjenjuje ga Slovenac Mihael Toroš koji je imenovan administratorom Porečke i Pulske biskupije.  Nadbiskup u Spoletu bio je od 7. srpnja 1948. do 23. lipnja 1967., kada je umirovljen. Sudionik je u svim sesijama Drugog vatikanskog sabora.  Nakon umirovljenja imenovan je naslovnim biskupom Equilija i povukao se u samostan dei Frari (Frati Minori Conventuali, u dijalektu Frari) u Veneciji. Kasnije seli u svećenički dom za umirovljenike “Villa Maria” u Padovi, gdje umire 27. rujna 1972., nakon 62,8 godina svećeničke i 30,6 godina biskupske službe.[ Sprovod je predvodio budući nadbiskup Gorice, Crešanin Mons Antonio Vitale Bommarco (izvorno mu prezime glasi: Bolmarčić). 
Sahranjen je na groblju Cimitero dell'Arcella u Padovi.
| Titule u Katoličkoj Crkvi               | Titule u Katoličkoj Crkvi               | Titule u Katoličkoj Crkvi             |
| --------------------------------------- | --------------------------------------- | ------------------------------------- |
| prethodnik Trifun Pederzolli 1913.-1941 | porečko-pulski biskup 1941.–1947.       | nasljednik Dragutin Nežić 1950.-1984. |
| prethodnik Mons. Pietro Tagliapietra    | nadbiskup Spoleta 1948.–1967.           | nasljednik Mons. Ugo Poletti          |
| prethodnik                              | naslovni nadbiskup Equilija 1967.-1972. | nasljednik Milton Corrêa Pereira      |